# Фієссо-Умбертіано
Фієссо-Умбертіано (італ. Fiesso Umbertiano, вен. Fiesso Umbertian) — муніципалітет в Італії, у регіоні Венето, провінція Ровіго.
Фієссо-Умбертіано розташоване на відстані близько 350 км на північ від Рима, 80 км на південний захід від Венеції, 19 км на південний захід від Ровіго.
Населення — 4192 особи (2014).
Щорічний фестиваль відбувається 8 вересня, на свято Різдва Пресвятої Богородиці.

## Демографія
Населення за роками:

Станом на 1 січня 2023 року в муніципалітеті офіційно проживало 340 іноземців з 37 країн, серед них 70 громадян країн Євросоюзу та 18 громадян України.

## Сусідні муніципалітети
- Канаро
- Кастельгульєльмо
- Фрассінелле-Полезіне
- Оккьобелло
- Пінкара
- Стієнта